# Francis Castaing
Francis Castaing (* 22. April 1959 in Bordeaux) ist ein ehemaliger französischer Radrennfahrer.

## Leben
Francis Castaing war ein vielseitiger Radsportler, der sowohl auf der Bahn wie auch auf der Straße Erfolge feierte. Noch als Amateur gewann er die Tour de Gironde, im Jahr darauf startete er bei den Olympischen Spielen in Moskau im olympischen Straßenrennen und belegte Rang 30. Bei den Mittelmeerspielen 1979 war er Zweiter im Straßenrennen geworden. 1980 wurde er mit der „Palmes d’or Merlin Plage“ geehrt, einer Auszeichnung für den besten französischen Amateur des Jahres.
Anschließend trat Castaing zu den Profis über. Auf der Bahn wurde er 1981 französischer Meister im Sprint, 1982 errang er den nationalen Titel im Punktefahren und wurde Vizemeister im Sprint. Schließlich verlegte er seinen sportlichen Schwerpunkt auf die Straße. U.a. gewann er 1981 Paris–Bourges, 1982 den Grand Prix Ouest France und den Grand Prix d’Aix-en-Provence, 1986 die Tour de Vendée und belegte zahlreiche vordere Plätze bei hochklassigen Rennen. Dreimal startete er bei der Tour de France; 1984 überquerte er als Erster des Fahrerfeldes den Cormet de Roselend und gewann 1985 die sechste Etappe. 1988 trat er vom aktiven Radsport zurück.